# Guthmannshausen
Guthmannshausen est une ancienne commune allemande de l'arrondissement de Sömmerda, dans le Land de Thuringe.

## Géographie
Guthmannshausen se situe sur la Lossa, à l'est du bassin de Thuringe.
|              | Olbersleben     |           |
| Ellersleben  | Guthmannshausen | Mannstedt |
| Großbrembach |                 | Buttstädt |

Guthmannshausen se trouve sur la ligne de Straußfurt à Großheringen.

## Histoire
Guthmannshausen est mentionné pour la première fois au VIIIe siècle sous le nom de Wodaneshusun, nom qui vient du dieu germain Wotan, dans le Breviarium Sancti Lulli, qui est le recensement par Lull des biens de l'abbaye d'Hersfeld.
Le village est atteint par les pillages de la guerre de Trente Ans en 1637. La peste en 1680 fait 210 morts. Dans un incendie en 1793, 70 maisons et plusieurs bâtiments de ferme sont détruits.
Pendant la Seconde Guerre mondiale, 200 prisonniers de guerre ainsi que des hommes et femmes des pays occupés par l'Allemagne sont contraints à des travaux agricoles.
Les troupes américaines arrivent dans ce village en avril 1945, puis l'Armée rouge pénètre dans le village en juillet.

## Jumelage
- Erpolzheim,  Rhénanie-Palatinat

## Source de la traduction
- (de) Cet article est partiellement ou en totalité issu de l’article de Wikipédia en allemand intitulé « Guthmannshausen » (voir la liste des auteurs).